# Fairchild AC-119
Fairchild AC-119G Shadow và AC-119K Stinger là một loại gunship động cơ piston được phát triển cho Không quân Hoa Kỳ trong Chiến tranh Việt Nam Chúng được dùng để thay thế cho Douglas AC-47 Spooky và vận hành cùng với những phiên bản đời đầu của loại AC-130 Spectre.

## Quốc gia sử dụng
Việt Nam
- Không quân Nhân dân Việt Nam
- Quân đội Nhân dân Việt Nam (tiếp quản)

 Hoa Kỳ
- Không quân Hoa Kỳ

## Tính năng kỹ chiến thuật (AC-119G)
Đặc điểm tổng quát
- Kíp lái: 6 (ngày), 8 (đêm)
- Chiều dài: 86 ft 5¾ in (26,36 m)
- Sải cánh: 109 ft 3¼ in (33,31 m)
- Chiều cao: 26 ft 7¾ in (8,12 m)
- Diện tích cánh: 1.400 ft² (130 m²)
- Trọng lượng rỗng: 40.125 lb (18.200 kg)
- Trọng lượng cất cánh tối đa: 62.000 lb (28.100 kg)
- Động cơ: 2 × Wright R-3350-85 "Duplex Cyclone", 3.500 hp (2.610 kW)  mỗi chiếc

 Hiệu suất bay 
- Vận tốc cực đại: 180 knot (210 mph, 335 km/h)
- Vận tốc hành trình: 130 knot (150 mph, 240 km/h)
- Tầm bay: 1.680 nm (1.930 mi, 3.100 km)
- Trần bay: 23.300 ft (7.100 m)

Trang bị vũ khí

- 4× minigun GAU-2/A 7.62 mm (0.30 in)
- 2× pháo gatling 6 nòng M61 Vulcan 20 mm (0.787 in)
- 60× pháo sáng Mk 24 trong một thiết bị phóng pháo sáng LAU-74/A